# 아이즈코겐오제구치역
아이즈코겐오제구치역(일본어: 会津高原尾瀬口駅)은 일본 후쿠시마현 미나미아이즈군 미나미아이즈정에 있는 아이즈 철도와 야간 철도의 역이다.

## 개요
아이즈 철도 아이즈 선과 야간 철도 아이즈키누가와 선의 경계역이다. 아이즈 철도 아이즈타지마역까지 전철화 구간으로 인하여 대부분의 열차는 직통 운행한다.

## 역사
- 1953년 11월 8일: 일본국유철도(국철) 아이즈 선 아이즈타키노라역으로 영업 개시.
- 1966년 5월 1일: 야간선 착공식을 본 역에서 거행.
- 1971년 8월 29일: 영업 요원의 폐지에 따라 출개표 업무 폐지, 운전 요원만 배치됨.
- 1986년 10월 9일: 야간 철도 아이즈기누가와 선이 본 역까지 개통하여 아이즈코겐역으로 역명 변경. 야간 철도 관할역이 되면서 개표 업무 재개.
- 1987년
  - 4월 1일: 일본 철도 민영화로 아이즈 선은 동일본여객철도(JR 동일본)에 계승됨.
  - 7월 16일: JR 아이즈 선이 아이즈 철도로 전환됨.
- 2003년 3월 19일: 본 역의 관할을 야간 철도에서 아이즈 철도에 이관됨.
- 2006년 3월 18일: 아이즈코겐오제구치역으로 역명 변경.

## 역 구조
섬식 승강장 1면 2선의 지상역이다.
아이즈 철도의 관할역이지만 야간 철도 개통 당초에는 야간 철도 관할이어서 야간 철도사의 안내 사인도 혼재하고 있다. 역사는 선로의 서쪽에 위치하고 승강장은 신후지와라 방향의 구내 건널목에서 연결된다.
역 창구에서 아이즈 철도 및 야간 철도의 승차권과 도부 철도의 특급권을 아래층 "아이즈코겐 역 플라자 휴식의 집"(관광 물산관)에서는 아이즈 승합 자동차(아이즈 버스) 승차권을 발매한다.
역 구내의 신후지와라 방향에 전차대의 유구가 있다.

### 승강장
| 번호 | 노선                          | 행선                                                                   |
| ---- | ----------------------------- | ---------------------------------------------------------------------- |
| 1    | ■ 야간 철도 아이즈키누가와 선 | 신후지와라・기누가와온센・시모이마이치・도쿄 스카이트리・아사쿠사 방면 |
| 2    | ■ 아이즈 철도 아이즈 선       | 아이즈타지마・니시와카마쓰・아이즈와카마쓰 방면                        |

## 역 주변
- 다키하라 간이 우체국
- 아라카이 강
- 국도 제352호선

## 사진

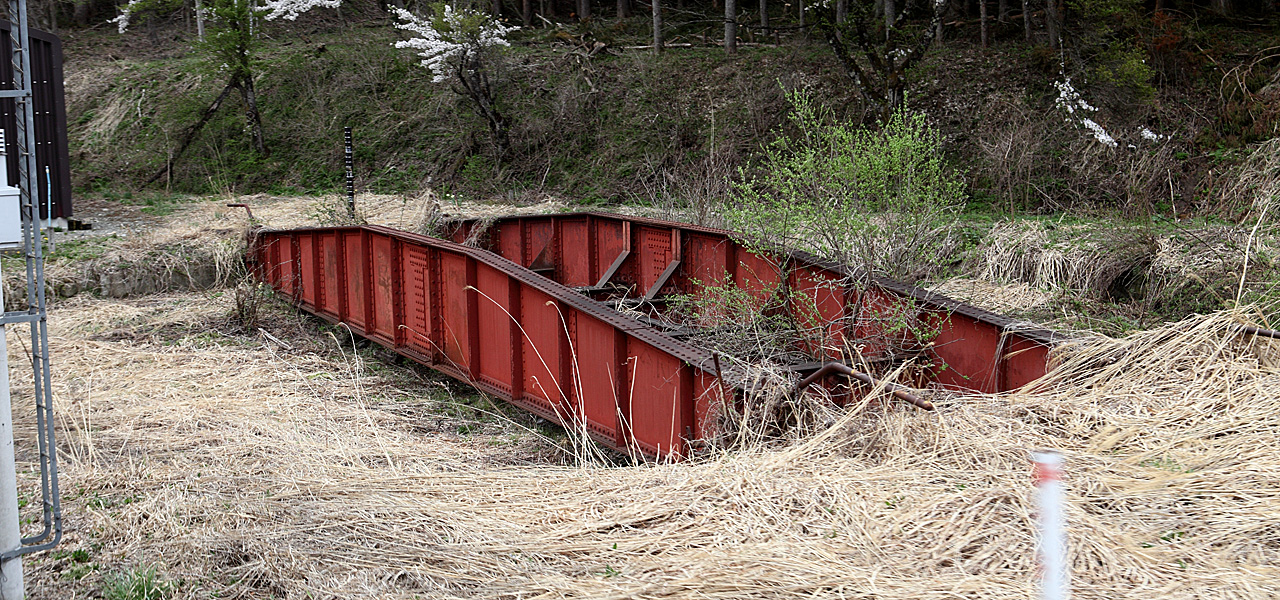
전차대의 유구

## 인접역
| 아이즈 철도 ■ 아이즈 선                                       | 아이즈 철도 ■ 아이즈 선         | 아이즈 철도 ■ 아이즈 선                       |
| ------------------------------------------------------------- | ------------------------------- | --------------------------------------------- |
| 아이즈타지마 (5호만 나나쓰가타케토잔구치역) 니시와카마쓰 방면 | □ 쾌속 "AIZU 마운트 익스프레스" | (야간 철도 아이즈키누가와 선) 신후지와라 방면 |
| 나나쓰가타케토잔구치 니시와카마쓰 방면                        | ■ 보통                          | (야간 철도 아이즈키누가와 선) 신후지와라 방면 |
| 야간 철도 ■ 아이즈키누가와 선                                 |                                 |                                               |
| 가미미요리시오바라온센구치 신후지와라 방면                    | □ 쾌속 "AIZU 마운트 익스프레스" | (아이즈 철도 아이즈 선) 니시와카마쓰 방면     |
| 오지카코겐 신후지와라 방면                                    | ■ 보통                          | (아이즈 철도 아이즈 선) 니시와카마쓰 방면     |